# Sandra Brown
Sandra Brown (Waco, 12 marzo 1948) è una scrittrice statunitense.

## Biografia
Nata nel Texas la scrittrice Sandra Brown ha un passato di modella ed attrice di teatro, nel 1981 inizia scrivere i primi romanzi utilizzando lo pseudonimo di Rachel Ryan. Seguiranno un centinaio di libri tra letteratura rosa e gialli pubblicati anche con gli pseudonimi di Laura Jordan ed Erin St.Claire oltre che con il nome di Sandra Brown.  

## Opere
Come Rachel Ryan
- 1981 Love's Encore
- 1981 Love Beyond Reason
- 1982 Eloquent Silence
- 1982 A Treasure Worth Seeking
- 1983 Prime Time

Come Laura Jordan
- 1982 Hidden Fires (Historical Romance)
- 1982 The Silken Web

Come Erin St. Claire
- 1982 Not Even for Love
- 1983 Seduction by Design
- 1983 A Kiss Remembered
- 1983 A Secret Splendor
- 1984 Words of Silk
- 1984 Bittersweet Rain
- 1984 Tiger Prince
- 1985 Sweet Anger
- 1986 Above and Beyond
- 1986 Honor Bound
- 1987 Two Alone
- 1989 The Thrill of Victory

Come Sandra Brown
- 1983 Tomorrow's Promise
- 1983 Relentless Desire
- 1983 Heaven's Price
- 1983 Temptations Kiss
- 1983 Tempest in Eden
- 1984 In a Class by Itself
- 1985 Thursday's Child
- 1985 Riley in the Morning
- 1986 The Rana Look
- 1986 22 Indigo Place
- 1987 Sunny Chandler's Return
- 1987 Demon Rumm
- 1988 Tidings of Great Joy
- 1988 Hawk O'Toole's Hostage
- 1988 Slow Heat in Heaven
- 1989 Long Time Coming
- 1989 Temperatures Rising
- 1989 A Whole New Light
- 1989 Best Kept Secrets
- 1990 Mirror Image
- 1991 Breath of Scandal
- 1992 French Silk, Bella da morire
- 1992 Shadows of Yesterday
- 1993 Where There's Smoke
- 1994 Charade
- 1994 Love beyond reason
- 1995 The Witness
- 1996 Exclusive
- 1997 Fat Tuesday , Il giorno del peccato
- 1998 Unspeakable
- 1999 The Alibi
- 2000 Standoff
- 2000 The Switch
- 2001 Envy , Finale a sorpresa
- 2002 The Crush
- 2003 Hello, Darkness
- 2004 White Hot
- 2005 Chill Factor
- 2006 Ricochet
- 2007 Play Dirty
- 2008 Smoke Screen
- 2008 Fantasia/Fantasy
- 2009 Smash Cut
- 2009 Rainwater
- 2010 Tough Customer
- 2011 Lethal
- 2012 Low Pressure
- 2013 Deadline